# آنتسیرانانا
آنتسیرانانا (به لاتین: Antsiranana) یک منطقهٔ مسکونی در ماداگاسکار است که در آنسیرانانا واقع شده‌است. آنتسیرانانا ۴۲ کیلومتر مربع مساحت و ۱۱۵٬۰۱۵ نفر جمعیت دارد.